# لیسک (وسیله)

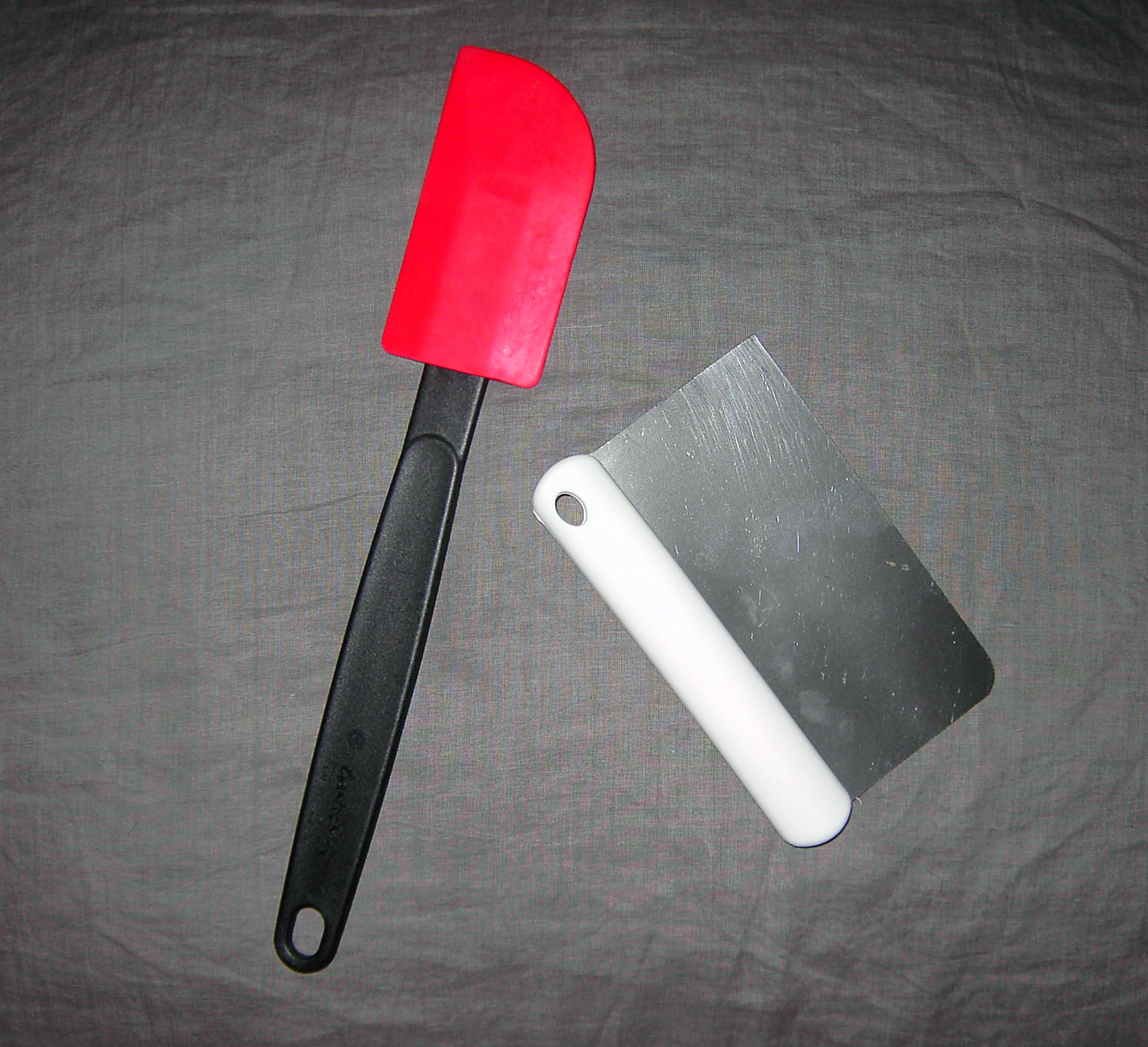
لیسک

لیسک یا کاردک سیلیکونی که در زبان انگلیسی به آن silicon spatula می‌گویند یک ابزار آشپزی پرکاربرد است و در فرآیند تهیه و پخت شیرینی‌ها و دسرها استفاده می‌شود. کاردک سیلیکونی با ساختاری انعطاف‌پذیر و نچسب، به عنوان جایگزینی مناسب برای کاردک‌های سنتی از جنس فلز یا پلاستیک عرضه می‌شود. این ابزار کاربردی مزایای فراوانی دارد و در انجام انواع فعالیت‌های شیرینی‌پزی بسیار مفید است.

### ویژگی‌های لیسک یا کاردک سیلیکونی
1. انعطاف‌پذیری: کاردک سیلیکونی دارای ساختاری انعطاف‌پذیر است که امکان حرکت آسان در اطراف ظروف و سطوح را فراهم می‌کند.
2. مقاومت در برابر حرارت: با توجه به موادی که از آن ساخته می‌شود، کاردک سیلیکونی مقاوم در برابر حرارت بوده و در دماهای بالا خراب نمی‌شود.
3. نچسب: سطح نچسب کاردک سیلیکونی جلوی چسبیدن خمیر شیرینی‌ها، خامه و سایر مواد را می‌گیرد و باعث آسانی در جدا کردن شیرینی‌ها از کاردک می‌شود.
4. ضد بو و ضدباکتری: کاردک سیلیکونی ضد بو و ضدباکتری بوده و به راحتی قابل شستشو است.